# اچ. دورست
اچ. دورست (انگلیسی: H. Dorst) بازیکن فوتبال اهل اندونزی بود.
وی همچنین در تیم ملی فوتبال هند شرقی هلند بازی کرده‌است.